# Province de Shinano
Pour les articles homonymes, voir Shinano.
Shinano (信濃国, Shinano no kuni) est une ancienne province du Japon qui se trouvait dans la région correspondant approximativement à l'actuelle préfecture de Nagano. On abrège parfois le nom de la province en Shinshū (信州).

Carte des anciennes provinces du Japon avec Shinano mise en évidence.

La province de Shinano était entourée par les provinces d'Echigo, Etchu, Hida, Kai, Kozuke, Mikawa, Mino, Musashi, Suruga et Totomi.
L'ancienne capitale provinciale était située près de la ville de Matsumoto qui était elle-même une ville importante de la province. La province étant très grande, elle a été divisée en une multitude de fiefs pendant la période Sengoku. Tant et si bien que d'autres villes se dotèrent d'un château pour se défendre. Ces villes sont Komoro, Ina et Ueda.
La province a été le lieu d'un bon nombre de batailles (notamment la bataille de Shiojiritoge) lorsque Shingen Takeda tenta de prendre le contrôle de la province tenue en partie par le clan Ogasawara.
Un autre clan à avoir des possessions dans la province est le clan Sanada.
Le clan Suwa est originaire de la province de Shinano.